# René Binet (architecte)
Pour les articles homonymes, voir René Binet et Binet.
Joseph René Binet, né le 14 octobre 1866 à Chaumont (Yonne), et mort le 23 juillet 1911 à Ouchy (Lausanne, Suisse), est un architecte, décorateur, peintre et théoricien de l'art français.

## Biographie
René Binet est le fils du brigadier à la pose du chemin de fer (à la Compagnie des chemins de fer Paris-Lyon-Marseille) sénonais Savinien Joseph Binet (né le 4 février 1828 à Chaumont) et de Marie Grosset (née le 29 mars 1839 à Etigny), mariés le 10 janvier 1866 à Etigny. Il a une sœur, Marguerite, née en 1878. La famille s'installe à Sens entre 1873 et 1881.

## René Binet architecte

### Porte Monumentale de l'Exposition universelle de 1900
René Binet a réalisé la porte Monumentale, place de la Concorde, pour l’Exposition universelle de 1900 à Paris.
Commandée en décembre 1896, et construite de mars 1899 à mi-avril 1900, René Binet eut plusieurs sources en tête lors de la conception : des souvenirs d’enfance aux architectures polychrome de Venise, du Traité des couleurs de Johann Wolfgang von Goethe (1749-1832) aux travaux du biologiste allemand Ernst Haeckel (1834-1919), dont Binet aimait se plonger dans les cinquante volumes conservés à la bibliothèque du Muséum national d'histoire naturelle de Paris comme l'indique Esquisses décoratives (1902), son magistral ouvrage préfacé par Gustave Geffroy, dans lequel il détaille sa méthodologie.
Binet voulait réaliser quelque chose « qui n’a jamais été fait en architecture, une architecture de couleur et de lumière ». Ainsi cette porte a été remarquée, non pas par la polychromie en elle-même, mais comme étant la première tentative de domestication de l’électricité au service de la couleur et de l’architecture.
En août 1900, il est nommé chevalier de la Légion d'honneur.

### Les magasins du Printemps de la mode, et autres réalisations
Binet est, à partir de 1907 et jusqu'à sa mort l'architecte du nouveau « magasin 2 » des grands magasins du Printemps dans l'ilot voisin de celui du « magasin 1 » (1881-1883, Paul Sédille). Il le laisse partiellement inachevé en 1911 et la reprise des travaux, compliquée en temps de guerre, est reportée à l'après-guerre. Le magasin est plus imposant que celui de Sédille (tours d'angle plus hautes et plus proéminentes, hall de vente ou « atrium » élevé grâce aux ascenseurs à une hauteur de six niveaux au lieu de quatre), au décor encore plus ostentatoire (art nouveau) et couvert d'une impressionnante coupole en mosaïque de verre coloré réalisée par le maître-verrier Brière.. Les travaux de construction de l'aile manquante touchent à leur fin lorsque le bâtiment est ravagé par un violent incendie le 29 septembre 1921, soit environ six mois avant l'inauguration projetée pour le mois de mars 1921.
Il réalise également la maison de retraite de Couilly-Pont-aux-Dames, des ponts, des bureaux de P.T.T., le théâtre populaire du Temple, la maison Cravoisier à Sens….

## Binet et l'orientalisme

### L'architecture orientaliste à l'Exposition universelle de 1900
À la fin du XIXe siècle, mais plus précisément à partir de l'Exposition universelle de 1851 à Londres, on voit se manifester des débats sur ces apports orientaux pour les arts décoratifs qu’il est intéressant de restituer pour rendre compte du climat de l’époque.
Selon Roger Marx, René Binet s’inspire de l’Orient dans cette porte de l’Exposition universelle de 1900 : « Les suggestions de l’art musulman ne paraissent point étrangères au style de la porte monumentale flanquée de mâts minarets, et on la croirait volontiers imaginée par quelques conteurs des Mille et Une Nuits, lorsque le soir, elle tend à travers les ténèbres son diadème lumineux d’améthyste et d’émeraudes. » Le critique confirme l'accueil favorable qu’il réserve à ces constructions venues d’ailleurs, et il rend grâce à l’allure orientale qu’il retrouve dans l’œuvre de l’architecte René Binet qui a conçu la porte monumentale de l’Exposition universelle.
Dans les références à l'Orient, Roger Marx pointe les influences de l’art islamique qui élargissent la sphère de l’orientalisme, et démontre une véritable correspondance entre les représentations de l’Orient en peinture, en littérature, et dans cette architecture d’exposition.

« Il est à l'Exposition, peu de monuments aussi favorisés du sort que celui-ci. Qu'ils le veuillent on non, des millions de visiteurs seront contraints de le contempler, et, nous l'espérons, de l'admirer. On se rend compte des difficultés qui étaient à vaincre pour obtenir de bons résultats avec un monument de cette situation et de cette destination. Il convenait, en effet, que, pour être monumentale, l'entrée principale de l'Exposition demeurât cependant d'un usage essentiellement pratique. Il convenait aussi que, premier monument soumis à la critique des arrivants, cette porte, tout en étant de note originale, ne dépaysât pas trop brusquement l'œil encore habitué au classicisme architectural de la place de la Concorde. Il semble que M. Binet et ses collaborateurs aient heureusement résolu ce problème double. D'abord, en effet, la Porte monumentale aura cet avantage d'être merveilleusement facile à l'écoulement du public, en dedans et en dehors, grâce à un système de guichets, qui sont déjà en place, et dont, par conséquent, nous est bien apparue l'économie. […] Pour entrer, on usera des dix-huit guichets, soit neuf de chaque côté. Mais ces dix-huit guichets constituent, en réalité, trente-six entrées, car chacun d'eux est séparé en deux par une balustrade métallique en forme de losange allongé. C'est à l'intérieur de ce losange que seront postés les agents de service. Les oblitérateurs de tickets et les encaisseurs se tiendront eux dans les baraques placées aux intervalles des guichets. Ajoutons que le sol est, à ces entrées, disposé en dos d'âne, de façon à diminuer le danger des poussées de foule. Si, maintenant, vous voulez savoir le nombre de personnes qui, grâce à ce système de guichets, pourront pénétrer dans l'Exposition par la Porte monumentale, apprenez qu'on est arrivé au chiffre minimum de 1 000 à la minute, soit, par heure, 60 000, y compris le temps nécessaire pour le paiement des entrées et l'oblitération des tickets. M. Binet, dans un premier projet, avait même trouvé le moyen de faire pénétrer 90 000 personnes par heure, en disposant des passages souterrains, mais, tel quel, projet définitivement adopté suffira, et, sous ce rapport, l'Exposition de 1900 aura réalisé encore un grand progrès sur celle de 1889.
Mais c'est aussi un peintre. Il ne lui suffit pas d'aménager une entrée commode ; il voulut encore faire une porte de bel aspect. D'école indépendante, et, de ses voyages en Italie, en Espagne et en Afrique, ayant conservé dans les yeux de chaudes visions d'art, il résolut de nous donner un monument où tous les jeux de la forme et de la couleur contribueraient, comme il arrive aux pays de soleil, à l'effet d'ensemble. Pour la forme, sa porte affecte, en général, l'apparence d'un dôme de style oriental, avec, du côté de la place de la Concorde, deux pylônes élevés. Mais, à notre avis, la plus grande nouveauté de l'œuvre est dans sa couleur. Ayant, en effet, pour premier objet de briller, le jour sous les feux du soleil, et, la nuit, sous l'éclairage électrique, il a fallu couvrir la carcasse du monument de revêtements tels qu'ils pussent, à la lumière naturelle ou artificielle, donner à l'ensemble un aspect vraiment éblouissant. On y est parvenu. L'intérieur de la coupole sera tout doré. Les pylônes seront, sur toute leur partie supérieure, recouverts de lames de « verre américain» bleuté à pointillé d'or, et de teintes dégradées (les plus sombres en bas, les plus claires en haut) obtenues par des bains successifs. Partout, pour le soir, sont piqués des cabochons, bleus ou jaunes d'or, d'où les lampes électriques lanceront des feux colorés. Il se trouve même que certains de ces globes produiront, à leurs alentours, un auréolage qui doublera l'effet de lumière. Ainsi comprise, la porte présentera, de nuit et de jour, l'aspect d'une sorte de vaste mosquée lumineuse à minarets étincelants. On a fait déjà des essais d'éclairage qui ont donné les meilleurs résultats, et M. Binet ainsi que son collaborateur M. Gentil, s'assurent qu'au jour de l'inauguration, Parisiens, provinciaux et étrangers ne seront pas déçus, pour le premier pas qu'ils feront dans l'Exposition, si du moins le soleil est de la fête. Mais n'en serait-il pas, que, la nuit tombée, l'effet, grâce à l'électricité, serait encore saisissant, bien qu'entièrement différent.
Il nous reste à parler de l'importante partie sculpturale que comprend la Porte monumentale, […]. Enfin, dominant la Porte tout entière, planant au-dessus de la proue d'un navire symbolique, voici que se dresse une majestueuse statue, de M. Moreau-Vauthier. Ce n'est pas la traditionnelle allégorie à péplum. C'est une femme de ce temps, moulée dans une robe très moderne et couverte d'un long manteau de bal entr'ouvert. Cette femme, c'est Paris, Paris de 1900, se dégageant du passé et se tournant vers l'avenir, Paris qui, d'un beau geste accueillant des bras, semble inviter le monde à venir puiser de la fierté et de l'espérance dans la vue de l'œuvre pacifique accomplie par un siècle d'humanité. »

— Auteur anonyme, Le Petit Journal, 20 mars 1900
On peut signaler que René Binet avait une connaissance très précise de l’Orient car il a exécuté des dessins d’inspiration orientale : dix aquarelles, lui furent commandées par le baron Alphonse Delort de Gléon (1843-1899), ingénieur des mines établi au Caire. Elles représentent, non pas des vues du Caire, mais la fameuse reconstitution que le baron en avait produite sur 1 000 m² à l’occasion de l’Exposition universelle de 1889 à Paris. Cet ensemble, dont seules les aquarelles de Binet nous permettent d’apprécier la polychromie, se composaient d’une suite de constructions caractéristiques (portes monumentales, mosquées, école, maisons, échoppes, café…) décorées de moulages pris sur place. La mosquée était une copie à l’identique mais réduite de la mosquée sépulcrale de Qayt bay du cimetière Nord du Caire. Toutes les boiseries des maisons étaient authentiques et anciennes : les moucharabiehs provenaient de maisons démolies dans les vieux quartiers du Caire pour cause d’« haussmannisation ».
Outre l’architecture, on pouvait y contempler le travail que des artisans venus du Caire réalisaient sous les yeux du public.
Finalement, il existe ainsi une architecture que l’on peut finalement qualifier d’orientaliste. C’est le cas bien sûr des expositions universelles qui fournissent de nombreux exemples. Lieux d’importation et d’expérimentation, les expositions proposèrent les premiers exemples de l’utilisation architecturale de la brique émaillée, découverte  avec la réduction de la mosquée verte de Brousse, de bains et d’un kiosques du Bosphore, réalisés par Léon Parvillée (1830-1885) en 1867, magnifiée au Palais des Beaux-arts érigé par Jean-Camille Formigé en 1889, avant d’être diffusée dans la construction publique et privée.

### L'Orient et son influence dans le travail de Binet
C’est donc à Paris et dans sa jeunesse que René Binet découvrit l’art oriental, et en particulier ses expressions égyptiennes, dans un savant mélange mêlant fragments authentiques, fac-similé et reconstitutions. Il ne se rendra au Moyen-Orient qu’en 1904, dans le cadre d’une mission qui lui aurait été confiée par l’Académie des beaux-arts. Dans sa demande au ministre, Binet voulait se rendre « en Turquie et Asie mineure afin d’étudier les revêtements céramiques qui ornent les monuments (mosquées, fontaines, cours intérieures, etc.) et qui contribuent pour une large part au caractère des villes d’Orient » et « l’adaptation possible de ce principe de revêtements céramiques, à nos monuments modernes » (lettre de René Binet du 15 juillet 1904[réf. nécessaire]).
René Binet est enterré au cimetière de Sens.

## Publications
- Esquisses décoratives, préfacé par Gustave Geffroy, Paris, Éditions Émile Lévy, Librairie centrale des beaux-arts, [1902] [nombreuses planches] (en ligne).

## Galerie

Œuvres de René Binet
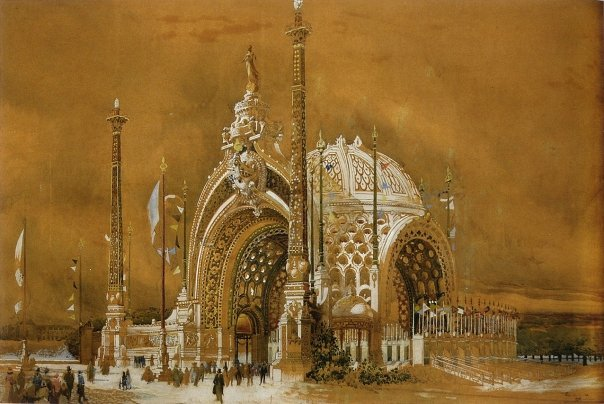
Projet pour la Porte monumentale de l'Exposition universelle de 1900 (18 juillet 1898), aquarelle sur papier, 62 × 95 cm, Sens, Musées de Sens[12].
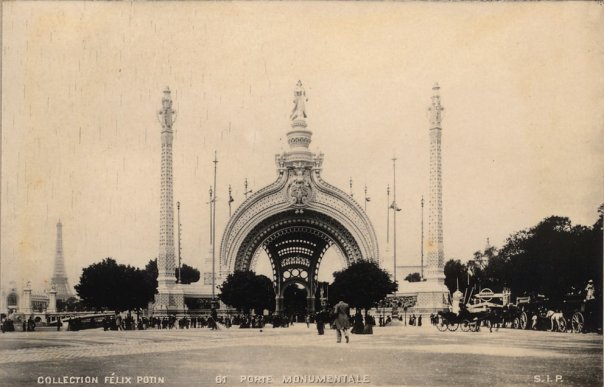
Porte monumentale (1900), photo argentique, 11,6 × 7,6 cm
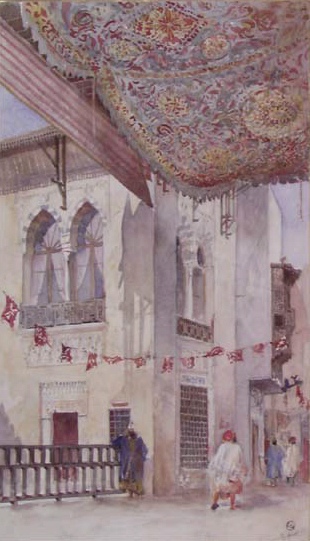
Rue du Caire recouverte d’un dais (1898), aquarelle sur papier collée sur carton, 43,2 × 24,9 cm, Paris, École nationale supérieure des beaux-arts.
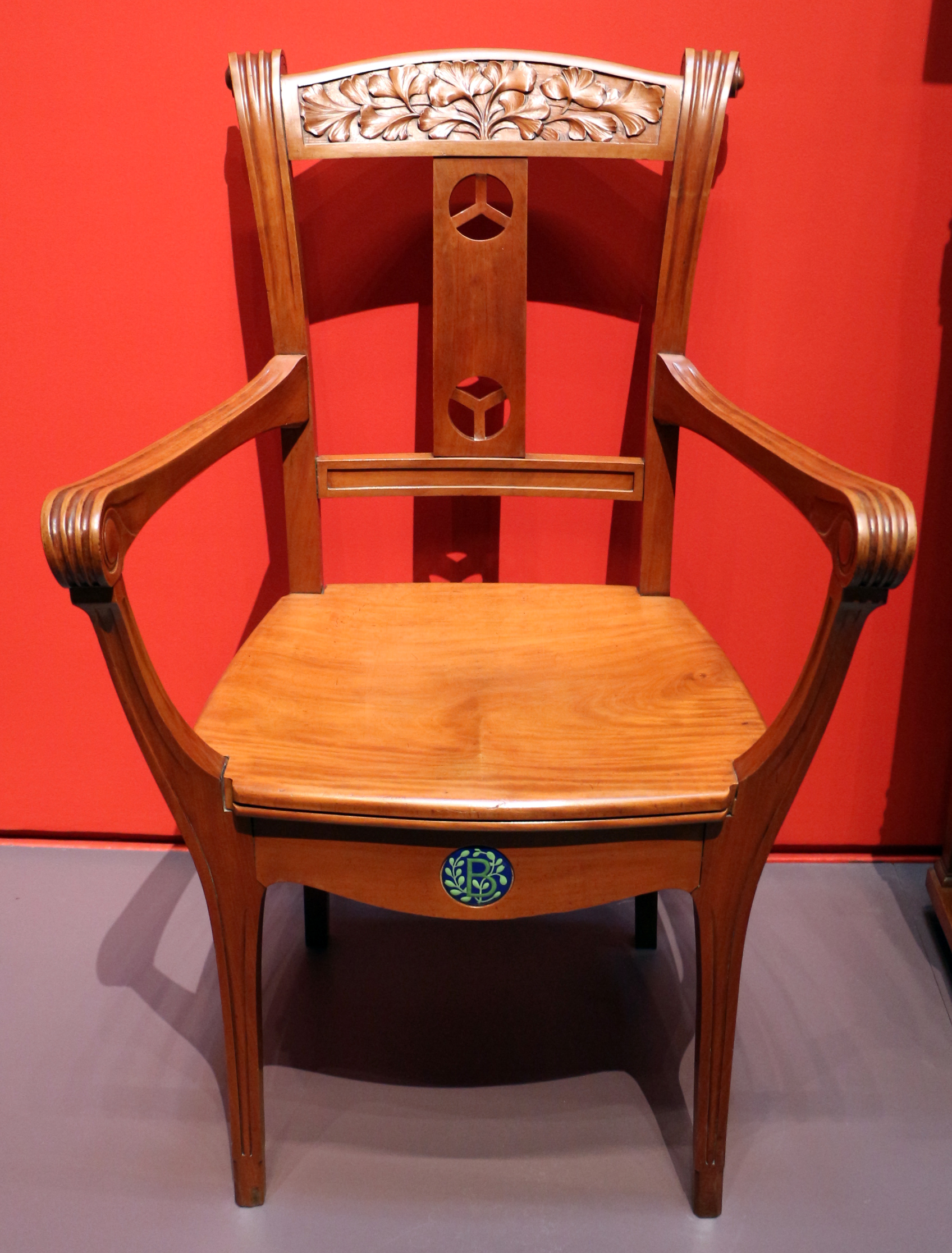
Fauteuil (vers 1904), Paris, musée d'Orsay[14].

## Voir aussi

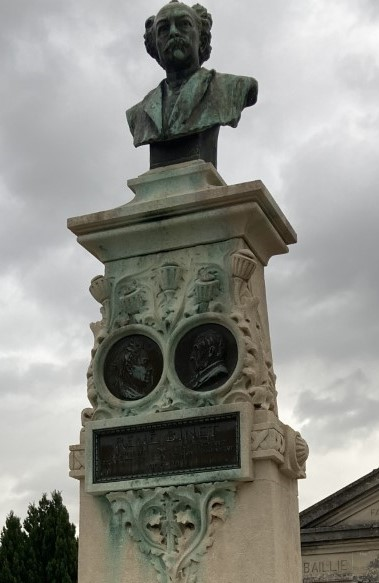
Buste de René Binet sur sa tombe au cimetière de Sens.